# 유영식
유영식(1967년 ~ )은 대한민국의 영화감독, 영화평론가, 영화제작자, 대학 교수이다.
1988년 영화평론가 첫 등단한 그는 이후 2000년 영화 아나키스트로 영화감독 데뷔했다.

## 학력
- 연세대학교 건축공학과
- 한국영화아카데미 9기

## 작품 목록
- 2011년 화이트: 저주의 멜로디 - 최 사장 역(제작)